# Міртл Бачелдер
Міртл Клер Бачелдер (англ. Myrtle Claire Bachelder; 13 березня 1908 — 22 травня 1997) — американський хімік та офіцер жіночого армійського корпусу, яка відома таємною роботою над програмою атомної бомби проєкту Мангеттен і розробленням технологій роботи з рідкісноземельними елементами.

## Раннє життя
Міртл Бачелдер народилася 13 березня 1908 року в місті Оранж, штат Массачусетс. У 1930 році вона отримала ступінь бакалавра в коледжі Міддлбері і стала викладачем середньої школи і тренером з легкої атлетики в Південному Гадлі Фолс, штат Массачусетс . Вона отримала ступінь магістра освіти в Бостонському університеті.

## Друга світова війна: атомна бомба
Під час Другої світової війни Бачелдер була зарахована до Жіночого армійського корпусу (WAC) у листопаді 1942 року в Спрингфілді, штат Массачусетс. Після завершення військової підготовки на декількох базах в різних штатах США вона отримала наказ про направлення на Мангеттенський проєкт інженерних військ США. Їй було таємно наказано очолити групу з 15-20 жінок з Жіночого корпусу, що дислоковані в Де-Мойні, штат Айова і відправити їх до Санта-Фе, Нью-Мексико. Звідки 21 жовтня 1943 року вона та її команда прибули до Лос-Аламоса, штат Нью-Мексико.  
«Мангеттен» був кодовою назвою спеціального військового підрозділу, завданням якого була розробка атомної зброї. Команда працювала у підпільній лабораторії у віддаленій пустелі Лос-Аламоса. Бачелдер була відповідальна за аналіз спектроскопії ізотопів урану. Оскільки ізотоп урану-235 є розщеплюваним, тоді як ізотоп урану-238 не розщеплюється, роль Бачелдер в проєкті була надзвичайно важливою: забезпечити чистоту субкритичного матеріалу, а отже і ядерного вибуху, першої в світі атомної бомби.

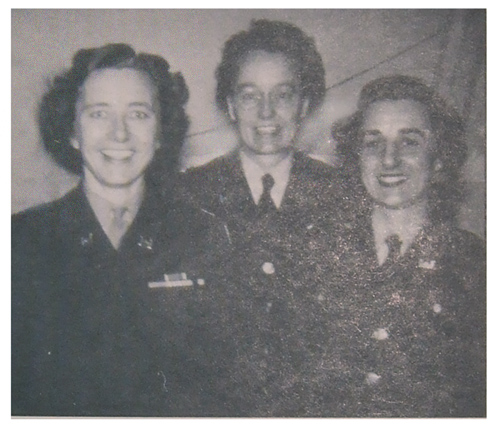
Бачелдер (в центрі) в Лос-Аламосі з капітаном Арлін Шнайденгельм, директором Мангеттенського відділення Жіночого корпусу, і першим лейтенантом Марджеріт Каррера, 1946 рік

Ці методи використовувалися під час приготування плутонію-239, розщеплюваного матеріалу, що використовувався при спорудженні атомної бомби для ядерного випробування Триніті 16 липня 1945 року. Аналогічні методи використовувалися для уранової атомної бомби під кодовою назвою «Малюк», яка знищила Хіросіму 6 серпня 1945 року, і для плутонієвої бомби, яка знищила Нагасакі 9 серпня 1945 року, що призвело до капітуляції Японії. Таємна програма була під загальним керівництвом Дж. Роберта Оппенгеймера.
Бачелдер вважала, що її роль у розробці атомної бомби та подальше використання атомної зброї проти Японії була виправданою для того, щоб закінчити Другу світову війну і уникнути більших втрат, які могли б понести США у разі розширеного конфлікту на території Японії.
Після Другої світової війни почалося вивчення потенціалу мирного використання ядерної енергії. Бачелдер разом з іншими вченими висловлювалася проти законопроєкту Мей-Джонсона, поданого в Конгрес в жовтні 1945 року про військовий контроль над ядерною енергією і дослідженнями в галузі ядерної фізики. Законопроєкт був відхилений у Конгресі і замінений законом про атомну енергію Мак-Магона . У січні 1947 року новостворена Комісія з атомної енергії затвердила розсекречення 270 таємних документів, в тому числі про відкриття в галузі рентгенівського випромінювання та очищення уранової руди, які зробила Бачелдер під час війни. У той же час були відзначені рідкісні для тієї епохи досягнення Бачелдер як жінки-вченого.

## Наукові дослідження та подальша кар'єра
Після звільнення з армії Бачелдер стала хіміком-дослідником в Університеті Чикаго, де у 1942 році була досягнута перша самостійна ядерна реакція. Нобелівський лауреат Джеймс Франк був директором відділу хімії металургійної лабораторії на ранніх етапах проєкту Мангеттен. Бачелдер приєдналася до Інституту вивчення металів університету (перейменований в Інститут Джеймса Франка у 1967 році), а також провела подальші дослідження з металохімії.
Також Бачелдер розробила методи очищення рідкісноземельних елементів телуру та індію. Її знання стали корисні в сфері підводної археології, коли вона визначила хімічний склад латунних гармат, знайдених в Егейському морі на затонулих кораблях. Вона також внесла свій вклад в астрохімію, коли НАСА попросили її зробити хімічний аналіз місячних порід, які були зібрані з поверхні Місяця під час місії Аполлон у 1969—1972 роках
Бачелдер пішла у відставку в 1973 році і згодом стала офіційним представником Американської асоціації пенсіонерів (AARP). Вона померла в Чикаго 22 травня 1997 року.